# Гранстрём, Отто
Отто Эмиль Гранстрём (фин. Otto Emil Granström; 4 октября 1887, Хямеэнлинна маалайскунта — 1 мая 1945, Нурмиярви) — финский гимнаст, бронзовый призёр летних Олимпийских игр 1908 года.

## Карьера
На Играх 1908 в Лондоне Гранстрём участвовал только в командном первенстве, в котором его сборная заняла третье место.